# Frères Guérini
Pour les articles homonymes, voir Guérini et Frères Guérini (homonymie).
La fratrie Guérini (ou Guerrini) est une famille corse originaire de Calenzana, composée des frères et sœurs Antoine, Barthélémy, François, Pascal, Pierre, Lucien, Toussainte et Restitude.
L'aîné Antoine et son frère Barthélémy, dit Mémé, devinrent de puissants gangsters dans les années 1930 et dominèrent le Milieu marseillais de la Libération, de 1945 jusqu'en 1967, date de l'assassinat d'Antoine. Les Guérini étaient notamment connus pour leurs liens avec la politique et le show-business. Leur clan était spécialisé principalement dans le proxénétisme, mais a aussi touché à la contrebande de cigarettes et au trafic d'héroïne.

## La fratrie Guérini: origine et débuts
Antoine naît en 1902, Barthélémy en 1908. Ils sont 8 enfants, installés en Corse dans le village de Calenzana. Leur père, Félix, est bûcheron dans la forêt de Bonifatu, métier très physique et peu rentable. Leurs conditions de vie sont difficiles.
Antoine, ressemblant à son grand-père, se distingue par son côté rebelle et par son refus de l'autorité, même paternelle. À la suite d'une énième dispute avec son père, il décide de quitter la Corse et gagne le continent en 1923. Dépourvu de compétences, il trouve un emploi de serveur à Nice et entre progressivement dans le milieu grâce à Jacques Costa où sa volonté et son intelligence sont appréciées. Progressivement, il se fait une place dans le milieu de la prostitution.
En 1922, Mémé décide de quitter la Corse pour s'installer sur le continent à l'âge de 13 ans. Il part seul, ne sachant ni parler, ni lire et écrire le français. Direction Bordeaux. Titi Colonna, un caïd local le prend sous son aile, l'introduit auprès de Léonie, une tireuse de cartes qui lui fournit de nombreux petits boulots. Antoine rejoint le continent à son tour en 1923 pour son service militaire, s'installant ensuite à Nice et travaillant dans un bar grâce à Jacques Costa. Mémé s'essaie au proxénétisme avec Léonie.
En 1925, les deux frères se retrouvent et s'associent à Marseille, Antoine est craint, son détachement et son calme imposent le respect, ses accès de colère font froid dans le dos. Mémé quant à lui est une figure publique, très à l'aise dans les relations, il crée son réseau, renforce ses appuis et entretient ses contacts importants. Les deux frères mettent en place leur réseau de prostitution. Antoine offre ses services et celui de son clan aux socialistes. Les Guérini se distinguent rapidement en écartant une bande de proxénètes arabes que les autres gangsters évitaient.
En 1928, disposant d'une dizaine de prostituées, Antoine achète le bar des Colonies, les Guérini devenant ainsi officiellement limonadiers pour leur façade légale. À cette époque, le milieu marseillais est tenu par les parrains Paul Carbone et François Spirito, qui s'étaient attachés les services du premier adjoint de la ville corrompu, Simon Sabiani. Conscient de leurs fragilités, les Guérini optent pour une stratégie d'évitement face aux chefs en place du Milieu marseillais. En contre-partie, leurs activités dans le milieu de la prostitution sont tolérées.
En 1930, les Guérini veulent jouer la carte politique et se mettent au service de socialistes et de leur candidat Henri Tasso. Ce dernier devient maire de Marseille de 1935 à 1939 ; Carbone et Spirito fournissent des hommes de main à la droite. En 1935, lors d'une réunion électorale, Antoine Guérini est pris pour cible par des hommes de Carbone.
Les Guérini prennent néanmoins petit à petit le contrôle de tous les réseaux de prostitution de la ville en achetant nombre de maisons closes. En 1936, ils achètent le bar de l'Étoile où se réunissent le ghotta du monde politique, de la police et du monde des affaires de la ville. Les autres frères et sœurs des Guérini (François, Pascal, Pierre, Lucien, Toussainte et Restitude) arrivent à Marseille pour prendre en charge en partie les établissements privés de leurs aînés. La même année, les Guérini décident de ne plus se cantonner à la prostitution et de se lancer dans le racket. Le changement de maire à Marseille en 1935, avec Henri Tasso et l'arrivée des socialistes aux manettes de la ville, va accroître le pouvoir des Guérini au détriment de Carbone qui n'a su choisir le bon bord. Carbone décide de les laisser faire dans le racket.
En 1937, les Guérini acquièrent des maisons closes à Toulouse et à Alger, puis dans d'autres villes du sud de la France. À la veille de la Seconde Guerre mondiale, les Guérini deviennent les chefs du proxénétisme à Marseille et parviennent à faire admettre leurs positions à Carbone et Spirito.
La Seconde Guerre mondiale est pour eux une incroyable opportunité de prendre le pouvoir sur la ville et de s'imposer comme maîtres du Milieu marseillais.

## La Seconde Guerre mondiale et la Libération
L'arrivée des troupes allemandes perturbe grandement les activités du Milieu, et les différents protagonistes doivent opter soit pour la Collaboration, soit pour la Résistance. Dans le cas des frères Guérini, c'est la Résistance qui l'emporte, même si les témoignages se contredisent, surtout en ce qui concerne Antoine, qui prête les caves de ses différents établissements pour cacher des Juifs, mais se débrouille pour faire tout de même des affaires avec l'occupant. Mémé et un de ses frères, Pascal, s'engagent quant à eux plus avant dans la Résistance Mémé part ensuite se battre au front à la suite du décès de son aimée, noyée sous ses yeux tandis qu'ils fuyaient la Corse car leurs parents refusaient leur union.

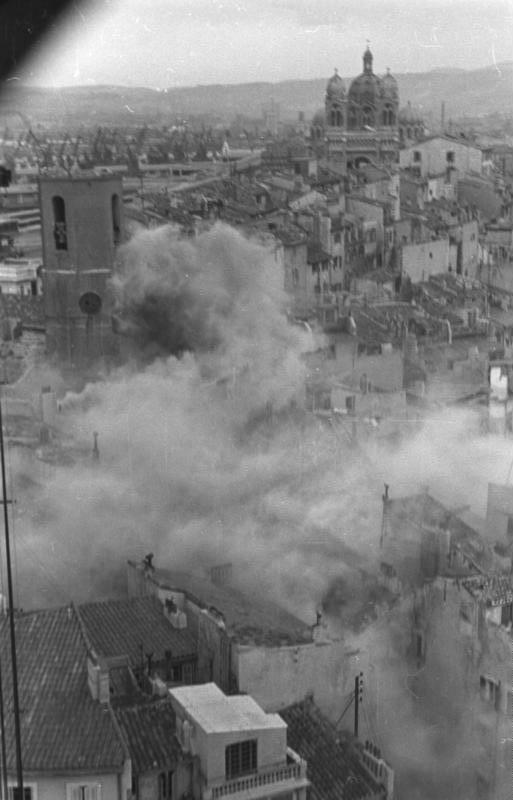
Dynamitage du quartier du Vieux-Port de Marseille en février 1943 par les Allemands.

C'est dans les rangs de la Résistance que Mémé rencontre un personnage clé de l'ascension des Guérini, Gaston Defferre, à qui il sauva la vie à deux reprises. Cette rencontre sera importante pour le destin futur des Guérini. Au printemps 1942, Antoine et Mémé réussissent à fédérer tous les chefs de la ville pour unir leurs forces et se débarrasser des Allemands, qu'ils trouvent vraiment trop envahissants. Entre le 8 mai et la fin du mois de juillet 1942, 48 embuscades, assassinats, destruction de matériel militaire frappent les troupes allemandes qui cèdent dans un premier temps, mais, qui entre le 1er et le 17 février 1943 répliquent violemment en bombardant intégralement tout le quartier du Vieux-Port.
Tandis que leurs principaux adversaires ont collaboré et choisissent donc l'exil à la Libération (Paul Carbone est mort le 16 décembre 1943 et François Spirito est contraint à l'exil), les Guérini profitent de la guerre et de la Libération pour s'approprier rapidement tous leurs établissements de jeux, les discothèques et les connexions dans la contrebande de cigarettes.

## Conquête du port de Marseille, prise de pouvoir du milieu marseillais
En novembre 1947, une grève éclate avec les dockers sur le port de Marseille. Les manifestants s'en prennent aux biens des Guérini, nouveaux parrains de la pègre marseillaise, qui ont su durant la guerre se retrouver du côté des Alliés après avoir travaillé pour la Gestapo. Ils ont remplacé Paul Carbone et François Spirito qui ont, eux, collaboré. Mémé Guerini, épaulés par Antoine Sinibaldi, tue un manifestant, Vincent Voulant, qui détruisait une de ses boites de nuit. Les Guerini ne sont pas inquiétés sur le plan judiciaire. La grève s'étend au niveau national. Le milieu est inquiet car tous leurs trafics sont bloqués. Quant au gouvernement américain, il est lui aussi inquiet, la CIA craint que les communistes ne prennent le contrôle de toutes les activités portuaires et ne viennent bloquer le plan Marshall. La CIA utilise le syndicaliste américain Irving Brown pour scinder le syndicat ouvrier CGT en deux avec la création de Force ouvrière. Force ouvrière se veut un syndicat libre, anticommuniste et acquis au plan Marshall. Après 30 jours de grèves et de luttes physiques entre les sbires des Guerini et les dockers, la CIA remporte la partie,. Les Guerini s'affirment comme les nouveaux maîtres de la pègre marseillaise. Mais le port n'est pas totalement sous contrôle.
En 1950, les dockers du port de Marseille refusaient de charger les armes pour le combat de l'armée française en Indochine. En représailles, les autorités du port décidèrent de licencier 800 dockers. Par solidarité, les syndicats, dont la CGT, et les 4 000 dockers se mirent en grève. Ce fut la fameuse grève de 1950, qui débuta le 10 mars. Deux semaines plus tard, 35 000 manifestants bloquent l'ensemble des ports français. Le gouvernement français, la CIA, les Guérini et Lucky Luciano avaient un intérêt commun à faire cesser cette grève. Pour cela, les autorités libérèrent des criminels de prison pour briser la grève. C'étaient des sbires des clans Guérini, Franscisi et Venturi payés par Irving Brown avec l'argent de Thomas Braden, directeur des affaires internationales de la CIA. Au bout de 40 jours, le « milieu » gagna le port. Les politiciens, reconnaissants, laissèrent faire les trafics en tout genre.

## Les Guérini au pouvoir: Apogée avec laFrench Connection, le trafic de cigarettes et la prostitution

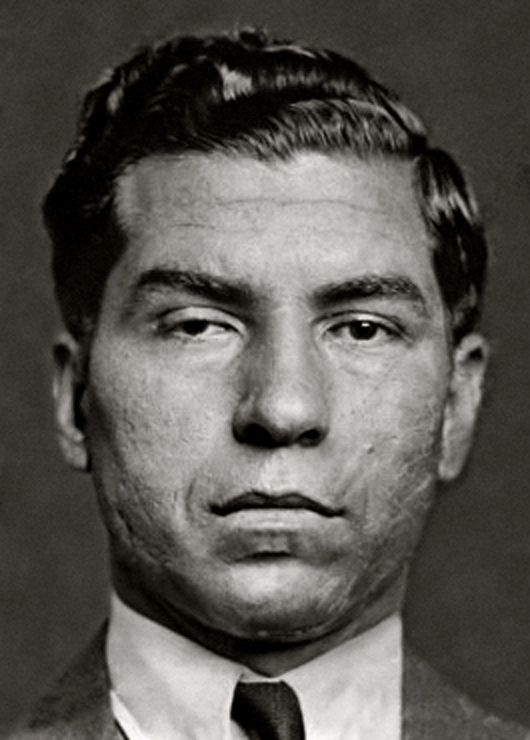
Lucky Luciano en 1936. Fondateur et associé du clan Guérini dans la en.

À la Libération, Antoine et ses frères se mettent à racheter les affaires d'anciens truands collaborateurs morts ou en fuite, grâce à leur association avec Robert Blémant, un ancien commissaire devenu voyou, qui leur fournit les dossiers de leurs adversaires — et donc les preuves infamantes de leur collaboration. Une quinzaine de bars, boîtes, hôtels et cabarets de Paris à Marseille en passant par la Côte d'Azur tombent dans leur escarcelle. Ils ont placé leurs frères et sœurs à divers postes clés. À cette époque, Barthélémy s'éloigne en apparence du milieu pour fréquenter les hautes couches de la société comme les politiciens, hommes d'affaires et vedettes comme Alain Delon, invité par ce dernier dans son établissement « le Méditerranée »,. Il laisse la gestion directe du clan à son frère Antoine. Barthélémy, véritable « parrain » recevant de manière journalière les truands, donnant des conseils, réglant les différends, s'occupant d'histoires d'honneur, donnant des interdictions ou des permissions.
Avec le contrôle du port de Marseille, Lucky Luciano s'associa avec les clans corso-marseillais pour reprendre le trafic d'héroïne, notamment avec les Venturi et les Francisi sous la patronage des Guérini. Ses équipes transportaient la morphine-base, issu de l'opium d'Indochine, du Moyen-Orient mais surtout de Turquie jusqu'à Marseille. La transformation était opérée dans des laboratoires clandestins à Marseille et dans ses alentours. L'héroïne marseillaise était réputée pour sa grande qualité, pure à près de 98 % (contre 60 % à 70 % pour les autres productions de l'époque). Les chimistes du milieu marseillais, notamment Jo Césari et Henri Malvezzi, étaient particulièrement recherchés. Marseille devient le laboratoire d'héroïne des États-Unis où la marchandise est envoyée. La French Connection est vraiment lancée. Antoine n'aura pas tenu la promesse faite à son père de ne pas participer au trafic de drogue.
Leur amitié avec Gaston Defferre, qui s'est lié à Mémé pendant la Résistance, prend une dimension éminemment politique lorsque celui-ci est élu maire de Marseille en 1953.
Au début des années 1950, le clan Guérini est devenu l'un des plus puissants d'Europe et sans doute le plus important qu'ait jamais connu le Milieu français bénéficiant de solides appuis politiques et d'une impunité des plus utiles, n'oubliant pas de rendre des services en retour. Devenus intouchables, les Guérini comptent 250 maisons closes et plusieurs milliers de prostituées en France et en Afrique du Nord. Leurs sources de revenus se multiplient encore lorsque Antoine se lance dans la contrebande internationale de cigarettes (avec Mémé, le caïd marseillais Jo Renucci et surtout Lucky Luciano). Ils parviennent à mettre la main sur le chargement complet d'un cargo : le Combinatie. Un autre fait majeur leur est imputé, sans toutefois que cela ait jamais pu être prouvé : le 3 août 1949, la Cadillac de l'Aga Khan est braquée. Le butin, dont un diamant de 22 carats, s'élève à 213 millions de francs, un record pour l'époque. L'enquête n'avance pas jusqu'en 1950, année où six complices sont arrêtés. Conséquence, le butin réapparaît déposé devant la porte du commissariat principal de Marseille. Les Guérini ne furent pas inquiétés. Caractéristique de leur règne, malgré leurs réputations, ils ne furent jamais traduits en justice par un tribunal, faute de preuves.

### Implication présumée dans l'assassinat de Kennedy
Une rumeur leur prête une implication dans l'assassinat de John Fitzgerald Kennedy en novembre 1963. Antoine aurait recruté des tueurs pour assassiner Kennedy à Marseille pour le compte de la mafia américaine.
Selon le journaliste Stephen Rivele (Assassination of John F Kennedy), Christian David lui aurait avoué qu'Antoine Guérini aurait envoyé des tueurs à Dallas et que c'est un certain Lucien Sarti qui aurait tiré sur Kennedy depuis le monticule herbeux (grassy knoll)15. En 1963, la Mafia américaine, décidée à éliminer Kennedy, aurait cherché le plus loin possible des États-Unis des tueurs à gages expérimentés pour l'exécution de ce " contrat " hors du commun. Elle se serait adressée à Antoine Guérini. Lucien Sarti, un tueur spécialisé dans le maniement de balles explosives, et deux autres gangsters du Vieux Port, Sauveur Pironti et Roger Bocognani, auraient accepté le contrat. Un film documentaire appuyant cette thèse est diffusé sur la chaîne privée britannique ITV le 25 octobre 1988. Il comporte des incohérences manifestes qui mettent à mal sa crédibilité.
Les commanditaires auraient été Carlos Marcello, Santo Trafficante Junior et Sam Giancana, celui-ci partageant une même maîtresse avec John Fitzgerald Kennedy,.

## Chute du Clan
Antoine Guérini veut se lancer dans le monde des jeux et décide de mettre la main sur les cercles de jeu parisiens grâce à Robert Blémant. Blémant se considère l'égal des Guérini, se met à les provoquer, ce qui pousse Antoine à mettre un contrat sur Blémant, en désaccord avec son frère Barthélémy. L'assassinat de Robert Blémant en 1965, sur ordre d'Antoine Guérini, sonne le glas du clan. Gaston Defferre s'éloigne du clan et ils perdent ainsi un appui essentiel. Le Milieu condamne cet acte qui devient le début d'une série noire. L'un des tireurs de Blémant est abattu en 1966 avec son chauffeur également. Le second tireur, René Mondolini, fils naturel de Mémé, n'échappe pas à ce règlement de comptes. Il se fait poignarder dans sa chambre d'hôpital en 1969 alors qu'il est dans le coma. Avant cela, c'est Antoine Guérini lui-même qui est assassiné le 23 juin 1967, alors qu'il fait le plein de sa Mercedes avec son fils Félix. Une moto surgit et ouvre le feu, Antoine meurt avec 11 balles dans le thorax. Cet acte aurait été commandité par Tany Zampa et exécuté par Jacky Imbert,.

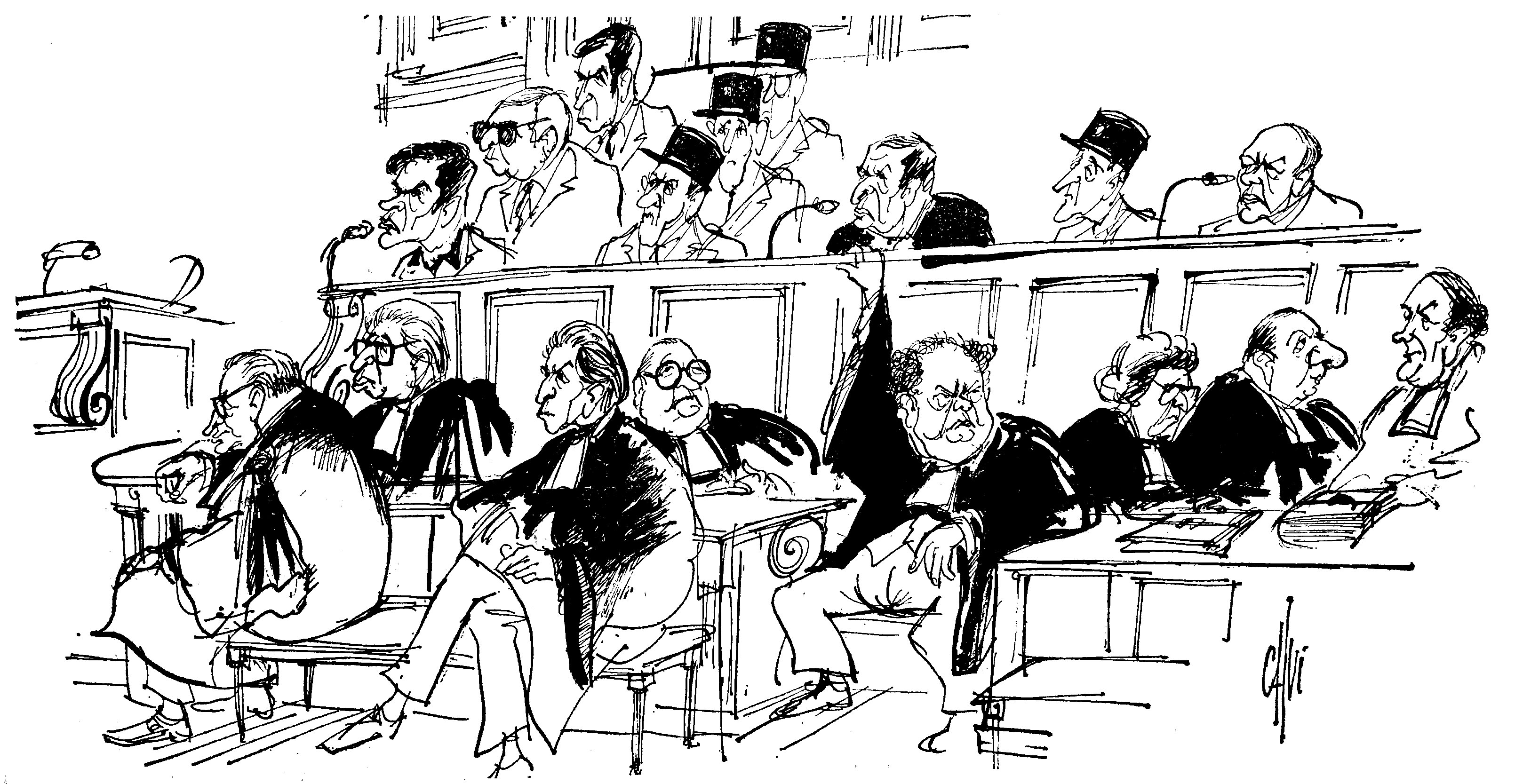
Illustration du procès des Guérini en 1969-janvier 1970.

Au lendemain de l'enterrement, où 2 000 personnes assistèrent aux obsèques, deux délinquants — Claude Mandroyan et un Espagnol — ont la malheureuse idée d'aller cambrioler la maison de feu le parrain et de dérober pour 140 000 francs de bijoux à sa veuve. Les deux voleurs vont proposer leur butin à un receleur qui prévient aussitôt les Guérini. Mémé et les autres frères d'Antoine ne digèrent pas l'insulte et pensent que les voleurs sont associés à ceux qui ont tué Antoine. Erreur, ils ne connaissent pas la réputation des Guérini. Ce sont deux amateurs. L'Espagnol a pris la fuite avec sa part de bijoux. L'autre, Claude Mandroyan, un garçon de café originaire de Besançon, accepte de rendre les bijoux et même de s'expliquer. Il ne sera pas cru. Ils le tuent et jettent le corps du haut d'une falaise, le cap Canaille. Son cadavre sera retrouvé dans la seconde quinzaine de juillet avec neuf balles dans la tête et les membres portent des traces de torture. La maîtresse de Mondroyan témoignera de sa tragique promenade. Sa déposition entraînera l'arrestation des trois auteurs du crime. Quelques jours plus tard, surviendra celle de Mémé, puis de son frère Pascal. Ils nieront toute participation au meurtre mais sans convaincre. Toutes leurs demandes de remise en liberté seront refusées. Le procès de Barthélémy s'ouvre fin 1969 et il est condamné le 16 janvier 1970, non pour assassinat mais pour complicité, à 20 ans de prison,.
La colère leur a fait commettre des erreurs de débutants qui ont conduit la police à des conclusions implacables, alors que, depuis plus de 20 ans, les frères Guérini n'ont officiellement été impliqués directement dans aucune affaire criminelle. Barthélémy Guérini meurt en 1982 d'un cancer du rectum à Montpellier, il avait été placé en liberté conditionnelle pour raison de santé en 1978.

## Sources documentaires

### Filmographie
- [vidéo][Production de télévision - Documentaire] « French connection : Quand Marseille empoisonnait l'Amérique », France 3 (consulté le 1er février 2018)
- Série "Les Parrains de la Côte" de Thierry Aguila et Philippe Carrese, épisode "Les frères Guérini" réalisé par Philippe Carrese. France 3, 2007.